# Maślak (szczyt)
Maślak (niem. Butter-Berg) – szczyt w Południowym Grzbiecie Gór Kaczawskich, oddzielony od masywu Skopca i Barańca Przełęczą Komarnicką. Wznosi się na wysokość 722,9 lub 724,7 m n.p.m.
Zbudowany ze skał metamorficznych należących do metamorfiku kaczawskiego – zieleńców, diabazów i łupków zieleńcowych z wkładkami keratofirów i marmurów (wapieni krystalicznych, które tworzą liczne skałki i blokowiska. Wapienie krystaliczne na północnych zboczach były eksploatowane.
W większości porośnięty lasem świerkowym, miejscami bukowym. Z polan na południowym zboczu widoki na Karkonosze i Kotlinę Jeleniogórską. Na północnym zboczu znajduje się rezerwat „Białe Skały” oraz Jaskinia Walońska.
Przechodzi przezeń szlak turystyczny z przełęcz Widok na Skopiec i dalej na Przełęcz Radomierską. Na Maślaku znajduje się charakterystyczna skała o nazwie Psi Kościół.
Północne i zachodnie stoki porasta rzadka i cenna ciepłolubna buczyna storczykowa z licznymi gatunkami z rodziny storczykowatych m.in. gółka długoostrogowa, kruszczyk szerokolistny, buławnik wielkokwiatowy, listera jajowata.
Zgodnie z nowymi pomiarami lidarowymi oraz geodezyjnymi jest drugim pod względem wysokości szczytem Gór Kaczawskich, po Okolu. W niektórych publikacjach wciąż podawany jest jako najwyższy, podobnie jak sąsiedni Skopiec, którego pomiar wysokości na 724 m został jednak zawyżony.